# دانييل سانتشيز أيالا
دانييل سانتشيز أيالا (بالإسبانية: Daniel Sánchez Ayala)‏ (مواليد 7 نوفمبر 1990 في إشبيلية - إسبانيا) لاعب كرة قدم إسباني يلعب حاليا لصالح نادي بلاكبيرن روفرز الإنجليزي في مركز قلب الدفاع.

## روابط خارجية
- دانييل سانتشيز أيالا على موقع الاتحاد الأوربي (الإنجليزية)
- دانييل سانتشيز أيالا على موقع قاعدة بيانات كرة القدم.إي يو (الإنجليزية)
- دانييل سانتشيز أيالا على موقع Soccerbase.com (لاعب) (الإنجليزية)
- دانييل سانتشيز أيالا على موقع Soccerway.com (الإنجليزية)
- دانييل سانتشيز أيالا على موقع عالم كرة القدم.نت (الإنجليزية)
- دانييل سانتشيز أيالا على موقع AS.com (الإسبانية)